# Эллисон, Джордж Эдвин
Джордж Эдвин Эллисон (англ. George Edwin Ellison; 1878—1918) — один из последних солдат убитых во время Первой мировой войны. Погиб в 9:30 (за 90 минут до того, как перемирие вступило в силу) во время патрулирования на окраине города Монс, Бельгия.

## Биография
Родился в 1878 году в Лидсе, Англия.
До ухода рядовым на фронт Первой мировой войны, Джордж Эллисон был горняком и женат на Анне-Марии Бурган, у них был сын Корнелиус. Незадолго до начала войны вступил в кавалерийскую часть британской армии — 5th Royal Irish Lancers. Принимал участие в боевых действиях на Западном фронте с самого начала войны, был участником многих сражений.
Погиб 11 ноября 1918 года в Бельгии незадолго до объявления перемирия в Первой мировой войне. Был похоронен на кладбище St Symphorien Commonwealth War Graves Commission cemetery в Монсе. Его могила расположена рядом с местом захоронения первого британца, погибшего в этой же войне — Джона Парра, и рядом с местом захоронения последнего подданного Британской империи, погибшего в войне — канадца Джорджа Прайса.